# Vitrinella guaymasensis
Vitrinella guaymasensis is een slakkensoort uit de familie van de Tornidae. De wetenschappelijke naam van de soort is voor het eerst geldig gepubliceerd in 1942 door Durham.